# 羅馬努鄉
45°17′N 27°44′E / 45.283°N 27.733°E
羅馬努鄉（羅馬尼亞語：Comuna Romanu, Brăila），是羅馬尼亞的鄉份，位於該國東南部，由布勒伊拉縣負責管轄，面積71平方公里，海拔高度8米，2007年人口1,949，人口密度每平方公里27人。